# Storm Thorgerson
Storm Elvin Thorgerson (Potters Bar, 28 de fevereiro de 1944 – 18 de abril de 2013) foi um designer gráfico inglês.
Célebre por seus trabalhos para bandas como Pink Floyd, 10cc, Dream Theater, The Mars Volta, Muse e The Cranberries. Em 2004 foi destaque na exibição Taken by Storm, realizada na galeria John Martin, em Londres, onde foram expostos diversos de seus trabalhos para bandas. Em 2009 seu trabalho para o álbum The Division Bell, do Pink Floyd, virou selo postal.
Em 1968, junto  com Aubrey Powell e posteriormente Peter Christopherson, ele fundou o grupo de design gráfico Hipgnosis, voltado para a criação de projetos gráficos para álbuns musicais. Entre os trabalhos do grupo está o conceito da capa de The Dark Side of the Moon (1973) do Pink Floyd, considerada uma das capas mais icônicas do rock. O grupo de design encerrou os trabalhos em 1983 e Thorgerson, junto com Powell, fundou a Greenback Films, produtora de vídeos musicais.

## Capas desenhadas por ele
- 10cc:
  - Mirror Mirror (1994)
- Anthrax
  - Stomp 442 (1995)
- Audioslave
  - Audioslave (2002)
- Catherine Wheel:
  - Chrome (1993)
  - Happy Days (1995)
  - Like Cats and Dogs (coletânea) (1996)
  - Adam and Eve (1997)
  - Wishville (2000)
- Biffy Clyro:
  - Puzzle (2007)
    - "Saturday Superhouse" (2007)
    - "Living is a Problem Because Everything Dies" (2007)
    - "Folding Stars" (2007)
    - "Machines" (2007)

  - Only Revolutions (2009)
    - "That Golden Rule" (2009)
    - "The Captain" (2009)

  - Opposites]] (2013)
- The Cranberries:
  - Bury the Hatchet (1999)
  - Wake Up and Smell the Coffee (2001)
- The Cult:
  - Electric (1987) (creditado como "Art Direction by Storm Thorgerson")
- Bruce Dickinson
  - Skunkworks (1996)
- Disco Biscuits:
  - Planet Anthem (2010)
- Dream Theater:
  - A Change of Seasons (1995)
  - Falling into Infinity (1997)
  - "Once in a LIVEtime" (1998)
  - "5 Years in a Livetime" (1998)
- Ian Dury and The Blockheads
  - Mr. Love Pants (1998)
- Ellis, Beggs, & Howard
  - Homelands (1989)
- Ethnix
  - Home Is Where The Head Is (2002)
- Europe
  - Secret Society (2006)
- Peter Gabriel:
  - Peter Gabriel (1980)
- Genesis
  - ...And Then There Were Three... (1978)
- David Gilmour
  - About Face (1984)
  - David Gilmour in Concert DVD (2002)
- Helloween
  - Pink Bubbles Go Ape (1991)
- Led Zeppelin
  - Presence (1976)
  - In Through the Out Door (1979)
- The Mars Volta:
  - De-Loused in the Comatorium (2003)
    - "Inertiatic ESP" single (2003)
    - "Televators" single (2003)

  - Frances the Mute (2005)
    - "The Widow" single (2005)
- Megadeth:
  - Rude Awakening DVD (2002)
- Steve Miller Band:
  - Bingo! (2010)
  - Let Your Hair Down (2011)
- Muse:
  - Absolution (2003)
    - "Butterflies and Hurricanes" single (2004)

  - Black Holes and Revelations (2006)
  - "Uprising" single (2009)
- The Offspring
  - Splinter (2003)
- Alan Parsons:
  - Try Anything Once (1993)
  - On Air (1996)
  - The Time Machine (1999)
- Pendulum
  - Immersion (2010)
- Phish
  - Slip Stitch and Pass (1997)
- The Pineapple Thief
  - Someone Here Is Missing (2010)
- Pink Floyd:
  - A Saucerful of Secrets (1968)
  - Ummagumma (1969)
  - Atom Heart Mother (1970)
  - The Dark Side of the Moon (1973)
  - Wish You Were Here (1975)
  - Animals (1977)
  - A Momentary Lapse of Reason (1987)
  - Delicate Sound of Thunder (1988)
  - Shine On (1992)
  - The Division Bell (1994)
  - P•U•L•S•E (1995)
  - Relics relançamento (1996)
  - Is There Anybody Out There? The Wall Live 1980-81 (2000)
  - Echoes: The Best of Pink Floyd (2001)
  - Oh, by the Way (2007)
- Powderfinger
  - Golden Rule (2009)
- Program the Dead
  - Program The Dead (2005)
- Rainbow
  - Bent Out of Shape (1983)
- Rival Sons
  - Pressure & Time (2011)
- Shpongle
  - Ineffable Mysteries from Shpongleland (2009)
- Styx
  - Cyclorama (2003)
- Thornley
  - Come Again (2004)
  - Tiny Pictures (2009)
- Umphrey's McGee
  - Safety In Numbers (2006)
  - The Bottom Half (2007)
- Villainy
  - Mode. Set. Clear. (2012)
- Ween
  - The Mollusk (1997)
- The Wombats:
  - This Modern Glitch (2011)
- Richard Wright
  - Broken China (1996)
- Younger Brother
  - Last Days of Gravity (2007)
  - Vaccine (2011)
- Yourcodenameis:milo
  - Rapt. Dept. (2005)
  - 17 (2005)
  - Ignoto (2005)
- Scorpions:
  - Lovedrive (1979)
  - Animal Magnetism (1980)

Para seu trabalho com o Hipgnosis, veja Hipgnosis discografia